# Adamou Moumouni Djermakoye
Adamou Moumouni Djermakoye (* 22. Mai 1939 in Dosso; † 14. Juni 2009 in Niamey) war ein nigrischer Offizier, Politiker und Diplomat.
Moumouni Djermakoye stammte aus der Zarma-Herrscherfamilie von Dosso. Er schlug eine militärische Laufbahn ein und war 1974 am Militärputsch gegen den nigrischen Staatspräsidenten Hamani Diori beteiligt. Als Mitglied der von 1974 bis 1989 regierenden Militärjunta Nigers war er zunächst Außenminister, später Botschafter in den Vereinigten Staaten. Er gründete 1992 die Partei Nigrische Allianz für Demokratie und Fortschritt (ANDP-Zaman Lahiya), wurde Präsident der Nationalversammlung und war schließlich bis zu seinem Tod Präsident des Obersten Gerichtshofs.

## Leben

### Herkunft und Familie
Adamou Moumouni Djermakoye stammte aus der Dynastie der Zarmakoy (französische Schreibweise: Djermakoye) von Dosso, der bedeutendsten Herrscher der Zarma. Die Herrscher von Dosso verdanken ihre herausragende Stellung dem von 1820 bis 1866 dauernden Widerstand gegen die Expansionspolitik der islamischen Fulbe, der zu einer politischen Einheit der Zarma führte. Sie mussten sich letztlich dem Fulbe-Emirat Gandu unterordnen. Seit der französischen Kolonialzeit übernahmen die Zarmakoy von Dosso als chefs traditionnels („traditionelle Herrscher“) Verwaltungsaufgaben, wodurch die Dynastie, in ihrer Machtbefugnis deutlich eingeschränkt, fortbestand. Adamou Moumouni Djermakoyes Eltern waren Aoûta Moumouni Djermakoye, der seit 1938 Zarmakoy von Dosso war, und Mariama Moumouni Djermakoye, genannt Koullea. Er hatte mehrere Geschwister, darunter eine Zwillingsschwester namens Hawa. Als sein Vater 1953 starb, war er 14 Jahre alt, und sein älterer Cousin Issoufou Saïdou Djermakoye, der später selbst Zarmakoy von Dosso war, übernahm seine Obsorge.
Adamou Moumouni Djermakoye war von 1965 bis zu ihrem Tod 1998 mit Fati Moumouni Djermakoye verheiratet. Das Paar hatte vier Kinder: Azziz, Zara, Kadija und Karim. Er heiratete ein weiteres Mal. Seine zweite Ehefrau hieß Ramata.

### Militärische Laufbahn bis 1974
Moumouni Djermakoye besuchte nach der Grundschule in Dosso zunächst für kurze Zeit das Collège classique et moderne in Niamey, da ihn sein Vater für eine zivile Laufbahn vorgesehen hatte. Dort zählte Boulama Manga zu seinen Jahrgangskollegen. 1953, im Todesjahr seines Vaters, schlug er einen militärischen Ausbildungsweg ein und wechselte auf die französische Militärschule in Saint-Louis in Senegal. Er meldete sich 1958 als Freiwilliger zu den französischen Streitkräften, wo er als tirailleur sénégalais diente. Moumouni Djermakoye gehörte zu den wenigen französischen Militärangehörigen aus Niger, die zum Unteroffizier aufstiegen.
Niger wurde 1960 unter Staatspräsident Hamani Diori und der Einheitspartei Nigrische Fortschrittspartei (PPN-RDA) unabhängig. Mit der Gründung eigener nigrischer Streitkräfte im Jahr 1961 wurde Moumouni Djermakoye deren Mitglied. Er ging von 1962 bis 1964 auf die Offiziersschule im französischen Fréjus. Als Moumouni Djermakoye nach Niger zurückkehrte, wurde er zum Unterleutnant befördert und übernahm das Kommando einer Einheit in Tahoua. 1966 stieg Moumouni Djermakoye zum Leutnant auf. Im selben Jahr wurde er Kommandant der 5. motorisierten Saharakompanie in Tahoua, 1968 Kommandant der 2. motorisierten Saharakompanie und 1970 Kommandant der Panzerschwadron in Niamey. Ab 1971 im Rang eines Hauptmanns, diplomierte er 1972 an der Generalstabsschule in Paris und wurde Kommandant der 3. Fallschirmjägerkompanie in Zinder. Zu seinen engsten Freunden zählte der Offizier Mamadou Tandja.
In weiten Teilen der Streitkräfte wuchs die Unzufriedenheit mit der politischen Führung. Die Regierung schloss ein Verteidigungsabkommen mit Libyen, das viele Militärangehörige ablehnten. Die beginnende Hungersnot in der Sahelzone, die nicht bewältigt werden konnte, und eine als ungerecht empfundene Verteilung der politischen Macht verstärkten den Wunsch nach einem radikalen politischen Wechsel. Im Dezember 1973 kam es in der Wohnung des Offiziers Boulama Manga zu einer Zusammenkunft mehrerer Offiziere, die beschlossen, das Regime Hamani Dioris durch einen Militärputsch zu stürzen. Zu den Verschwörern gehörten unter anderem Adamou Moumouni Djermakoye, Mamadou Tandja und – an der Spitze – der Generalstabschef Seyni Kountché. Der Putsch wurde am 15. April 1974 durchgeführt. Moumouni Djermakoye und Tandja übernahmen dabei die Aufgabe, den Flughafen Niamey unter ihre Kontrolle zu bringen.

### Als Mitglied des Obersten Militärrats
Die putschenden Offiziere schlossen sich im 15-köpfigen Obersten Militärrat zusammen, der die Verfassung außer Kraft setzte und die neue Staatsspitze bildete. Seyni Kountché, der Vorsitzende des Obersten Militärrats, wurde Staatschef. Die übrigen Mitglieder übernahmen Ministerposten oder repräsentierten den Obersten Militärrat als Präfekte in den Departements des Landes. In den ersten Jahren des Regimes führten interne Machtkämpfe dazu, dass mehrere Mitglieder des Obersten Militärrats hingerichtet – im Fall von Moussa Bayéré und Sani Souna Sido – oder zumindest verhaftet wurden. Die politische Macht konzentrierte sich zunehmend bei Kountché und seinen engsten Vertrauten, zu denen neben Ali Saibou und Mamadou Tandja auch Adamou Moumouni Djermakoye gehörte. Dieser war vom 17. April 1974 bis zum 10. September 1979 Minister für äußere Angelegenheiten und Kooperation. Er schildert in seinen Memoiren, dass er 1976 die afrikanischen Staatschefs dazu brachte, eine Resolution zugunsten einer zweiten Amtszeit von Kurt Waldheim als UN-Generalsekretär zu verabschieden. Damit wollte er seinem Cousin Issoufou Saïdou Djermakoye einen Gefallen tun. Saïdou Djermakoye fürchtete im Fall einer Nicht-Verlängerung um seine Funktion als Mitarbeiter des UN-Generalsekretärs. Moumouni Djermakoye, der ab 1977 den Rang eines Majors innehatte, arbeitete von 10. September 1979 bis 31. August 1981 als Minister für Jugend, Sport und Kultur und anschließend bis 24. Januar 1983 als Minister für Gesundheit und soziale Angelegenheiten. Danach war er, im Ministerrang, als Präsident der Kommission zur Schaffung der Entwicklungsgesellschaft tätig und wurde zum Oberstleutnant befördert. Unter dem Schlagwort der Entwicklungsgesellschaft bemühte sich das Regime um ein entwicklungspolitisches Konzept, das weder kapitalistisch noch sozialistisch ausgerichtet sein sollte. Von 8. August 1983 bis 10. März 1988 war Moumouni Djermakoye Präfekt des Departements Zinder.
Im November 1987 starb Seyni Kountché an Krebs. Der Oberste Militärrat bestimmte Ali Saibou zu Kountchés Nachfolger als Vorsitzender und Staatschef. Saibou verschaffte sich mehr Handlungsfreiheit, indem er mehrere Kountché-Vertraute als hochrangige Diplomaten ins Ausland schickte. Adamou Moumouni Djermakoye wurde am 12. Mai 1988 zum Botschafter Nigers in den Vereinigten Staaten und zum Ständigen Vertreter bei den Vereinten Nationen in New York ernannt. Zugleich erhielt er den Ehrentitel eines Staatsministers und wurde kurz darauf zum Oberst befördert. Unter Ali Saibou erfolgte die Rückkehr Nigers zu einer auf einer Verfassung gegründeten Ordnung, einschließlich der Schaffung einer neuen Einheitspartei, der Nationalen Bewegung der Entwicklungsgesellschaft (MNSD-Nassara), an deren Gründungskongress im Mai 1989 Moumouni Djermakoye teilnahm. Der Oberste Militärrat wurde im Dezember 1989 aufgelöst.

### Politische Laufbahn während des demokratischen Umbruchs
Adamou Moumouni Djermakoye blieb bis Dezember 1992 Botschafter in den Vereinigten Staaten. Er initiierte gemeinsam mit dem US-amerikanischen Pfarrer und Bürgerrechtler Leon Sullivan ein afrikanisch-amerikanisches Gipfeltreffen, das 1991 in Abidjan stattfand. Im März 1991 wurde er Parteisekretär des MNSD-Nassara für äußere Angelegenheiten. Am 1. Juni 1991 nahm er seinen Abschied bei den Nigrischen Streitkräften. Innenpolitisch kam es im Sommer 1991 zu einem großen Umbruch, als das Militär die Macht an eine von Zivilisten dominierte Nationalkonferenz abgab, die den Übergang zu einem Mehrparteiensystem beschloss. Ali Saibou zog sich währenddessen zurück. Im MNSD-Nassara, nunmehr einer Partei unter mehreren, entspann sich zwischen Adamou Moumouni Djermakoye und Mamadou Tandja ein Machtkampf um die Führung. Es ging nicht zuletzt um die Frage, wer für die Partei als Kandidat zu den bevorstehenden ersten freien Präsidentschaftswahlen ins Rennen gehen sollte. Tandja hatte den Parteistrategen Hama Amadou an seiner Seite. Moumouni Djermakoye gründete einen „Klub der Freunde von Adamou Moumouni Djermakoye“. Die Partei entschied sich für Tandja, der anders als Hama Amadou und Moumouni Djermakoye aus dem Osten des Landes stammte, wodurch der MNSD-Nassara eine breitere Basis erhielt. Daraufhin spaltete sich Moumouni Djermakoye im Februar 1992 mit einer eigenen Partei, der Nigrischen Allianz für Demokratie und Fortschritt (ANDP-Zaman Lahiya), vom MNSD-Nassara ab. Ihre Hausmacht besaß die ANDP-Zaman Lahiya bei den Zarma von Dosso.
Moumouni Djermakoye zog bei den Parlamentswahlen 1993 für die ANDP-Zaman Lahiya als Abgeordneter in die Nationalversammlung ein und stellte sich bei den darauffolgenden Präsidentschaftswahlen 1993 zur Wahl. Im ersten Wahldurchgang wurde er mit 15,24 % der Stimmen vierter von acht Kandidaten, während Mamadou Tandja die relative Mehrheit erhielt. Tandja musste sich in einer Stichwahl Mahamane Ousmane von der Partei CDS-Rahama stellen. Moumouni Djermakoyes ANDP-Zaman Lahiya, Ousmanes CDS-Rahama und die Parlamentsparteien PNDS-Tarayya, PPN-RDA, PSDN-Alhéri und UDPS-Amana schlossen sich im Parteienbündnis der Allianz der Kräfte des Wandels zusammen, deren verbindendes Ziel das Ende der Vorherrschaft des MNSD-Nassara war. Die Allianz der Kräfte des Wandels unterstützte Mahamane Ousmane, der als Gewinner aus der Stichwahl hervorging. Moumouni Djermakoye wurde als Gegenleistung für seine Unterstützung im Mai 1993 von der Nationalversammlung zum Parlamentspräsidenten gewählt. Staatspräsident Ousmane löste im Oktober 1994 die Nationalversammlung auf, als die Allianz der Kräfte des Wandels zerbröckelte und er die parlamentarische Mehrheit verlor. Moumouni Djermakoye erhielt zwischenzeitlich das Amt eines Beraters des Staatspräsidenten im Ehrenrang eines Staatsministers, das er von Oktober 1994 bis Januar 1995 ausübte. Bei den Parlamentswahlen 1995 zog er erneut für die ANDP-Zaman Lahiya in die Nationalversammlung ein. Seine Wiederwahl zum Parlamentspräsidenten scheiterte. Er arbeitete stattdessen als Mitglied des außenpolitischen Parlamentsausschusses. Die Parlamentswahlen hatten keine entscheidende Veränderung bei den Mehrheitsverhältnissen gebracht, wodurch die Pattstellung zwischen Staatspräsident und Parlament verlängert wurde. Diese fand ihr Ende, als es am 27. Januar 1996 zu einem Militärputsch unter der Führung von Ibrahim Baré Maïnassara kam.

### Nähe und Distanz zu neuen autoritären und demokratischen Regimen
Baré Maïnassara ließ per Volksabstimmung die Verfassung ändern, wodurch der Staatspräsident mehr Macht bekam und Probleme wie unter Mahamane Ousmane künftig vermieden werden sollten, und rief danach Neuwahlen des Staatspräsidenten und der Nationalversammlung aus. Bei den Präsidentschaftswahlen 1996 wurde Adamou Moumouni Djermakoye mit 4,77 % der Stimmen nur noch letzter von fünf Kandidaten. Baré Maïnassara stellte sich mit einer neugegründeten Partei selbst zur Wahl und gewann dank Wahlmanipulationen das Präsidentenamt. Daraufhin boykottierten die Parteien MNSD-Nassara, CDS-Rahama und PNDS-Tarayya die Parlamentswahlen 1996. Die ANDP-Zaman Lahiya entschloss sich hingegen zu einer Zusammenarbeit mit dem Staatspräsidenten und zog wieder in die Nationalversammlung ein. Moumouni Djermakoye wurde am 6. Juni 1997 von der Nationalversammlung zum Präsidenten des Obersten Gerichtshofs gewählt. Vor dem Obersten Gerichtshof konnten, wenn das Parlament zustimmte, gegen den Staatspräsidenten und Regierungsmitglieder Anklagen erhoben werden. Zunehmend verärgert über Baré Maïnassaras Gefolgschaft, initiierte Moumouni Djermakoye im Februar 1998 ein Oppositionsbündnis, das aus der ANDP-Zaman Lahiya, dem PUND-Salama von Akoli Daouel und dem PNA-Al’ouma von Sanoussi Jackou bestand. Ibrahim Baré Maïnassara kam im April 1999 bei einem Militärputsch unter der Führung von Daouda Malam Wanké ums Leben. Adamou Moumouni Djermakoye verlor sein Amt als Präsident des Obersten Gerichtshofs, wurde jedoch Präsident des Konsulativrats. Dabei handelte es sich um ein beratendes Übergangsorgan bis zur Abhaltung von Wahlen.
Bei den Präsidentschaftswahlen 1999 wurde Moumouni Djermakoye mit 7,73 % der Stimmen fünfter von sieben Kandidaten. Bei der Stichwahl unterstützte er Mahamadou Issoufou vom PNDS-Tarayya, doch diesmal gewann Mamadou Tandja. Moumouni Djermakoye wurde mit den Parlamentswahlen 1999 wieder Abgeordneter in der Nationalversammlung, wo er sich dem Oppositionsbündnis gegen Tandja unter der Führung von Issoufou anschloss. Er war erneut Mitglied des außenpolitischen Parlamentsausschusses. Die Nationalversammlung wählte ihn zusätzlich zum Deputierten in der Parlamentarischen Versammlung der Westafrikanischen Wirtschaftsgemeinschaft und, im April 2001, zum Vorsitzenden des Parlamentsausschusses für Verteidigung und Sicherheit. Im Mai 2002 verließ die ANDP-Zaman Lahiya das Oppositionsbündnis. Moumouni Djermakoye entschied sich dafür, mit Staatspräsident Tandja zusammenzuarbeiten und wurde am 8. November 2002 von Tandja zum Staatsminister für afrikanische Integration und das Programm NEPAD ernannt. Im Vorfeld der Präsidentschaftswahlen 2004 trat er zurück. Bei den Wahlen wurde er mit 6,07 % fünfter von sechs Kandidaten. Mamadou Tandja, der in der Stichwahl gegen Mahamadou Issoufou diesmal von Adamou Moumouni Djermakoye unterstützt wurde, gewann eine zweite Amtszeit. Moumouni Djermakoye wurde im Mai 2005 erneut zum Präsidenten des Obersten Gerichtshofs gewählt. Im Folgejahr bemühte er sich zusätzlich um das Amt des Sprechers der Parlamentarischen Versammlung der Westafrikanischen Wirtschaftsgemeinschaft, musste sich aber dem ehemaligen nigrischen Staatspräsidenten Mahamane Ousmane geschlagen geben.
Mamadou Tandja strebte 2009 nach einer dritten Amtszeit als Staatspräsident, die ihm nach der geltenden Verfassung nicht zustand. Der Verfassungsgerichtshof untersagte sein Vorhaben, woraufhin die Nationalversammlung ein Verfahren wegen Hochverrats gegen den Staatspräsidenten vorbereitete. Wäre dieses Verfahren angenommen worden, hätte sich Tandja vor dem Obersten Gerichtshof verantworten müssen, dem Moumouni Djermakoye vorstand. Um dem zuvorzukommen, löste der Staatspräsident die Nationalversammlung auf. Adamou Moumouni Djermakoye stand an der Spitze seiner Gegner, die breitgestreut aus der politischen Klasse und der Zivilgesellschaft kamen. Moumouni Djermakoye besaß nach wie vor großen Einfluss bei den Streitkräften, wodurch es schwer war, ihn einzuschüchtern. Er verstand sich als Verfechter einer nationalen Einheit, der Tandjas Handeln als Herrschaftsanspruch der Hausa und Kanuri zu Ungunsten der Zarma auslegte. Bei einer Demonstration gegen Tandja in Niamey erlitt er am 14. Juni 2009 einen tödlichen Herzinfarkt.

## Ehrungen und Erbe
Moumouni Djermakoye erhielt 2004 das Großkreuz des Verdienstordens Nigers. Er war Kommandeur des Nationalordens Nigers und der Ehrenlegion, Träger des Großen Verdienstkreuzes des Verdienstordens der Bundesrepublik Deutschland sowie Kommandeur der Nationalorden von Togo, Guinea, Mali, Südkorea und Saudi-Arabien. Er wurde 1990 mit dem African Leadership Award als „Bester afrikanischer Botschafter in den Vereinigten Staaten“ ausgezeichnet. Der Platz im Niameyer Stadtteil Kalley, an dem die Demonstration ihren Ausgang nahm, bei der Moumouni Djermakoye seinen tödlichen Herzinfarkt erlitt, wurde 2011 Place Moumouni Adamou Djermakoye benannt.
Den Parteivorsitz der ANDP-Zaman Lahiya übernahm im Juni 2010 Adamou Moumouni Djermakoyes jüngerer Bruder Moussa Moumouni Djermakoye. Die Partei gewann bei den Parlamentswahlen 2011 acht von 113 Sitzen. Die im Juni 2009 gegründete Fondation Moumouni Adamou Djermakoye ist eine Stiftung unter dem Vorsitz von Kadija Moumouni Adamou Djermakoye, einer Tochter Adamou Moumouni Djermakoyes. Der Stiftungszweck besteht darin, eine Kultur des Konsenses, des Friedens und der nationalen Einheit zu fördern und zu verbreiten.